# Matías Miguel Clemente
Matías Miguel Clemente (Albacete, 8 de diciembre de 1978) es un poeta español que escribe en lengua castellana.

## Biografía
Obtuvo la Licenciatura en Filología Hispánica en la Universidad de Castilla-La Mancha. Comienza su vida literaria en diversas revistas, Carpe Diem, Musu, Quebrados, Ayvelar, Salamandria, La Isla Desnuda. En 2003 obtiene el Premio de Poesía Joven Radio 3 de Radio Nacional de España por su obra Lo que queda. En ese mismo año recibe el Primer Premio del concurso Jóvenes Artistas de Castilla-La Mancha en la modalidad de narrativa por la narración Almendras. En el año 2004 recibe el Primer Premio del concurso Jóvenes Artistas de Castilla-La Mancha en la modalidad de Poesía por la obra La unidad del Perro y La Petríada. En el año 2007 publica su segundo libro de poemas, Los Límites. En el año 2015 publica su tercer libro de poemas, Dreno, publicado por la editorial La Bella Varsovia. Es coordinador junto a otros poetas del Festival de Poético Fractal de Albacete. Ha sido profesor de Lengua y Literatura española en Turín. Algunos de sus poemas han sido traducidos al Francés y al Italiano.
Dirigió el programa radiofónico La mano del Teñidor en Onda Cero Ciudad Real. Fue coordinador de publicaciones del Aula de Poesía de la Facultad de Letras de Ciudad Real.
En verano disfruta de la vida rural en la localidad albaceteña de Vandelaras de arriba junto con su familia. Es el lugar que le inspira a escribir nuevos versos.

## Obra poética
- "Lo que queda". Dvd ediciones, Barcelona, 2003. Premio Poesía Joven Radio 3. ISBN 978-84-95007-96-4
- "Los Límites". La Garúa Libros. Barcelona, 2007. Prólogo de Juan Carlos Mestre. ISBN 978-84-935624-0-3
- "Dreno". La Bella Varsovia. Madrid, 2015. ISBN 978-84-943557-9-0
- "Una arena tan sensible". La Bella Varsovia, 2024. ISBN, 978-84-339-2744-6

## Antologías y colaboraciones
- "33 de radio3". Calamar Ediciones. Madrid. 2004.
- "Que la fuerza te acompañe". El Gaviero Ediciones. Almería. 2005.
- "Inmaduros 26". Antología. Jóvenes poetas de Castilla-La Mancha. Toledo. 2007.
- Prólogo a El hombre del saco. Alejandra Vanessa. El Gaviero Ediciones. Almería.2006.
- El llano en llamas (antología de poesía española contemporánea), Selección de Andrés García Cerdán, Albacete, Fractal Poesía, 2012